# Међународна комисија за слив реке Саве
Међународна комисија за слив реке Саве (Савска комисија) је заједничко тело са међународном правном способношћу потребном за обављање њених функција, односно спровођење Оквирног споразума. Чине је по два представника сваке Стране потписнице Оквирног споразума, тј. члан и заменик члана сваке Стране, при чему свака Страна у Савској комисији има један глас. Седиште Савске комисије је у Загребу, Република Хрватска.

## Циљеви
Међународна комисија за слив реке Саве (ISRBC) успостављена је за потребе имплементације Оквирног споразума о сливу реке Саве (FASRB) односно, да омогући сарадњу страна FASRB у реализацији три главна циља:
- успостављање међународног режима пловидбе на реци Сави и њеним пловним притокама
- успостављање одрживог управљања водама
- предузимање мера за спречавање или ограничавање опасности

кроз низ активности које укључују:
- усклађивање развоја заједничких/интегрисаних планова за слив реке Саве, као што су План за управљање сливом реке Саве, План за управљање ризицима од поплава и План сигурности
- усклађивање успостављања интегрисаних система за слив реке Саве, као што су ГИС, РИС (Речни информациони сервиси) те Системи надзора, предвиђања и раног упозоравања (за спречавање незгода и надзор, те за заштиту од поплава)
- припрема и реализација развојних програма и осталих стратешких докумената, спровођење и координација припреме студија и пројеката
- хармонизација националних прописа с прописима Европске уније
- израда додатних 'протокола за
- сарадња и учешће јавности.

ISRBC је међународна организација која се састоји од 4 државе чланице (Босна и Херцеговина, Хрватска, Србија и Словенија) основана 2005. године. Са циљем имплементације FASRB, ISRBC је дат мандат за доношење одлука у области пловидбе и препорука у области управљања речним сливом.
| Држава              | Дужина Саве | Већи градови                          |
| ------------------- | ----------- | ------------------------------------- |
| Босна и Херцеговина | 331 km      | Босански Брод, Брчко                  |
| Србија              | 206 km      | Београд, Сремска Митровица, Шабац     |
| Словенија           | 218 km      | Љубљана                               |
| Хрватска            | 562 km      | Загреб, Сисак, Славонски Брод, Жупања |